# Jencarlos Canela
Jencarlos Canela (ur. 21 kwietnia 1988 w Miami) – amerykański aktor i piosenkarz pochodzenia kubańskiego.

## Życiorys
Jego rodzice, Lisette i Heriberto Canela, pochodzą z Kuby. Ma trójkę rodzeństwa dwóch braci: Jasona i Ericka oraz siostrę Annette. Jego młodszy brat, Jason również jest aktorem.

### Kariera muzyczna
Karierę muzyczną rozpoczął w wieku 12 lat w zespole Boom Boom Pop. Z zespołu odszedł w 2002 roku. W ciągu następnych pięciu lat wystąpił w kilku międzynarodowych wydarzeniach, w tym w konkursach piękności Miss World 2004 i Miss World 2005, The Latin Fiesta Festival w Toronto oraz The CALLE OCHO Festival w Miami. W tym czasie kontynuował naukę muzyki i aktorstwa w New World School of the Arts, którą ukończył z wyróżnieniem w maju 2006 roku.

### Kariera filmowa
W telewizji zadebiutował w 2007 roku w telenoweli Meandry miłości, w której oprócz wcielenia się w rolę Alfredo Torresa, syna głównego bohatera, wykonywał wspólnie z Crystal Marie piosenkę przewodnią Dibujemos un mundo. W dniu 16 stycznia 2009 roku podpisał kontrakt z Telemundo i dostał główną rolę w telenoweli Diabeł wie lepiej. Wystąpił u boku Gaby Espino i Miguela Varoni. W 2010 r. Ukazał się film Más Sabe el Diablo: El Primer Golpe, ponownie z Canelą, Gaby Espino i Miguelem Varoni. W 2011 roku Jencarlos rozpoczął nagrywanie telenoweli Moje serce bije dla Loli z Carmen Villalobos. Na rozdaniu nagród Telemundo Premios Tu Mundo 2012, telenowela otrzymała nagrodę za Telenowelę roku, a Canela zdobył nagrodę Ulubionego głównego aktora. Canela ponownie pojawił się w 2013 roku w nowej telenoweli Telemundo Pasión Prohibida z Mónicą Spear. W tym samym roku aktor po raz drugi wygrał nagrodę dla ulubionego głównego aktora w programie Premios Tu Mundo w Telemundo 2013. 7 grudnia 2015 r. Canela zadebiutował w telewizji anglojęzycznej u boku Evy Longorii w serialu NBC Telenovela. W marcu 2016 r. Canela zagrał Jezusa Chrystusa w muzycznym live show The Passion dla stacji Fox.

### Życie prywatne
Od 2010 roku związany był z Gaby Espino, aktorką z którą występował wspólnie w telenoweli Diabeł wie lepiej. Byli jedną z najpiękniejszych par show-biznesu i dowodem, iż wiek nie ma znaczenia w miłości, gdyż była ona starsza od niego o 12 lat. Niestety w 2014 oficjalnie potwierdzili rozstanie poprzez portale społecznościowe. Jednak cały czas są bardzo dobrymi przyjaciółmi. Mają syna Nickolasa.

## Filmografia
| Telewizja | Telewizja                                                     | Telewizja                 | Telewizja                                     | Telewizja          |
| Rok       | Tytuł                                                         | Rola                      | Opis                                          | Stacja telewizyjna |
| --------- | ------------------------------------------------------------- | ------------------------- | --------------------------------------------- | ------------------ |
| 2007−2008 | Meandry miłości (Pecados ajenos)                              | Alfredo Torres            | Drugoplanowa rola                             | Telemundo          |
| 2008      | Doña Bárbara                                                  | Asdrubal                  | Mała rola, chłopak głównej bohaterki, zabity. | Telemundo          |
| 2009−2010 | Diabeł wie lepiej (Más Sabe el Diablo)                        | Angel Salvador            | Główna rola                                   | Telemundo          |
| 2010      | Pieska miłość (Perro Amor)                                    | JenCarlos                 | Występ gościnny                               | Telemundo          |
| 2011      | Moje serce bije dla Loli (Mi Corazón Insiste… en Lola Volcán) | Andrés Santacruz (Suarez) | Główna rola                                   | Telemundo          |
| 2013      | Pasión Prohibida                                              | Bruno Hurtado Piamonte    | Główna rola                                   | Telemundo          |
| 2015      | Telenovela                                                    | Xavier (Xavi) Castillo    | Główna rola                                   | NBC                |
| 2016      | The Passion: New Orleans                                      | Jezus Chrystus            | Główna rola                                   | Fox                |

## Dyskografia
- 2009: itunes Amazon Buscame
- 2011: Un Nuevo Día
- 2014: Jen